# Селим I
Селим I Явуз (на турски: Yavuz Sultan Selim) е 9-ият султан на Османската империя в периода 24 април 1512 – 22 септември 1520 година. Завладява свещените за мюсюлманите градове Мека и Медина, като преди това присъединява към Османската империя Светите земи и се обявява за халиф (повелител на правоверните).
Майката на Селим I е последната, която се нарича по старата традиция – хатун. Тя е четвъртата жена, от която старият султан има потомство и се казва Айше. Приема името Гюлбахар хатун и е с балкански корени, а според някои предположения е бивша византийска аристократка от рода на Великите Комнини. Родена в Трабзон, където е и погребана в тюрбе. Възпитава сина си в Амасия.
Селим I е един от най-войнствените османски султани. Продължава завоевателната политика на предшествениците си. През 1516 г. завоюва Северен Иран, Сирия, Палестина, а през 1517 г. – Египет, както и градовете Мека и Медина. Прозвището си „Явуз“ (смел, жесток, суров – погрешно превеждано в България като „Страшни“) получава заради избиването на над 40 000 шиити.
След завладяването на Кайро, отвежда последния абасидски халиф в Истанбул заедно с основните атрибути на халифската власт – плаща на Пророка, знамето и други свещени реликви. Това дава основание на османските султани да се обявят за халифи.
Умира през септември 1520 г. в Одрин. Отделни бунтове срещу него вдигат братята му шехзаде Ахмед – най-старият жив син на Баязид II и другият брат на Селим шехзаде Коркут. В навечерието на смъртта на Селим I през 1520 г., територията на Османската империя достига 1 494 000 квадратни километра.

## Жени и деца
Съпругите на Селим I:
- Айше Хафса Султан – майка на бъдещия султан Сюлейман I и на няколко дъщери – Бейхан Султан, Хатидже Султан, Фатма Султан и Шах Султан[3];
- Айше хатун – преди да се омъжи за Селим I е съпруга на шахзаде Мехмед, син на султан Баязид II, от когото ражда дъщеря си Фатма и сина си Алемшах. След смъртта на Мехмед, тя е взета в харема на Селим I през 1511 г.[4][5]